# 実験工房
実験工房（じっけんこうぼう）は、詩人の瀧口修造の下にさまざまな分野の若手芸術家約14人が集まって結成された総合芸術グループ。命名は瀧口による。活動期間は1951年から1957年まで。ただし、正式な解散はしていない。第二次世界大戦後の前衛芸術運動にて先駆的な功績を残した。
瀧口を顧問格として、それぞれの友人知人関係が連携して出来上がったグループだが、結果としては皆が反アカデミックで前衛的な気質を持っていた。

## 活動
様々な芸術ジャンルで活動するメンバーによる集団であり、その活動もジャンルを越境したものであった。
最初期の活動として、作曲・装置・衣装を担当した創作バレエ「生きる悦び」の上演が挙げられる。音楽分野では作曲家の武満徹や湯浅譲二らの最初期の作品発表の場としても活動し、またアルノルト・シェーンベルクの「月に憑かれたピエロ」、オリヴィエ・メシアンの「前奏曲集」、「世の終わりのための四重奏曲」、「アーメンの幻影」などの日本初演も手がけた。特にメシアン作品の研究は実験工房の音楽関係メンバーに大きな影響を与えた。
フランス文学に関する関心も深く、瀧口修造がシュルレアリスムの日本における第一人者でありアンドレ・ブルトンと交流があったことをはじめ、秋山邦晴もフランス文学に造詣が深かったため、これらのフランス文学および芸術の研究は特に熱心だった。
1953年にはソニーの前身である東京通信工業から開発されたばかりのテープレコーダーおよびそれとスライドを連動させる教育用装置オートスライドを借りてきて、スライド写真の映像を伴うミュージックコンクレート作品を発表した。1956年にはテープ音楽（ミュージックコンクレート、電子音楽およびオートスライドも含む）のオーディションを主催した。

## メンバー
- 瀧口修造 詩人。グループのまとめ役。
- 園田高弘 ピアニスト。
- 福島秀子 美術家。福島和夫の姉。
- 武満徹 作曲家。
- 湯浅譲二 作曲家。
- 鈴木博義 作曲家。
- 佐藤慶次郎 作曲家。
- 北代省三 美術家、写真家、造形作家。
- 秋山邦晴 詩人、評論家（主に音楽）。
- 山口勝弘 美術家。現在は環境芸術家を名乗る。
- 駒井哲郎 版画家。
- 福島和夫 作曲家。福島秀子の弟。
- 今井直次 舞台照明、美術家。

最も広く使われている集合写真の並び順による。この集合写真には園田高弘の右に夫人で作曲家の園田(西沢)春子も写っているが、実験工房のメンバーでは無かった。なお製作技術担当の山崎英夫(旧工専で北代省三と同級)も加えることがある。

## 発表会・作品展等の記録
日本近代音楽館『戦後作曲家グループ・活動の軌跡 1945-1960』より抜粋

### ピカソ展　東京展を記念して
1951年11月16日　日比谷公会堂
- 「バレエ〈生きる悦び〉」

### 現代作品演奏会　実験工房第2回発表会
1952年1月20日　女子学院講堂
- メシアン「世の終りのための四重奏曲」他

### 実験工房第3回発表会
1952年2月1日～10日　タケミヤ画廊

### 第4回読売アンデパンダン展
1952年2月28日～3月18日　上野美術館

### Experimental Workshop. 4th Exhibition
1952年8月9日　女子学院講堂
- 武満徹「さえぎられない休息」/ 園田高弘 (Pf) 他

### 実験映画「モビールとヴィトリーヌ」
1953年9月　アメリカ文化センター

### Experimental Workshop. 5th Exhibition
1953年9月30日　第一生命ホール
- 秋山邦晴作・構成「作品A-テープレコーダーのための詩」/ 芥川比呂志 (朗読)、若山浅香 (朗読) 他

### Arnold Schönberg. Experimental Workshop
1954年10月9日　山葉ホール
- シェーンベルク「月に憑かれたピエロ」 / 福沢アクリヴィ (S)、入野義朗 (指揮) 他

### バレエ実験劇場
1955年3月29日～31日　俳優座

### 室内楽作品演奏会　実験工房
1955年7月12日　山葉ホール
- 湯浅譲二「7人の奏者によるプロジェクション」他

### 実験工房作品展　絵画・彫刻・写真
1955年11月28日～12月3日　村松画廊

### 円形劇場形式による創作劇の夕
1955年12月5日　産経国際会議場
- シェーンベルク「月に憑かれたピエロ」/ 渡辺暁雄 (指揮) 他
- 湯浅譲二「現代能・綾の鼓」/ 渡辺暁雄 (指揮) 他

### ミュージック・コンクレート電子音楽オーディション
1956年2月4日　山葉ホール
- 芥川也寸志「マイクロフォンのための音楽」他

### 実験工房メンバーによる新しい視覚と空間を楽しむ夏のエキシビション
1956年8月1日～8月31日　新宿風月堂
ミュージック今クレート演奏

### 実験工房ピアノ作品演奏会
第3回ブリヂストン美術館「作曲家の個展」シリーズ
1957年6月22日　ブリヂストン美術館
- 湯浅譲二「内触覚的宇宙」 /  園田高弘 (Pf) 他

### 実験工房メンバーによるサマー・エクスヒビション
1957年8月1日～31日　新宿風月堂